# Dyscinetus plicatus
Dyscinetus plicatus är en skalbaggsart som beskrevs av Hermann Burmeister 1847. Dyscinetus plicatus ingår i släktet Dyscinetus och familjen Dynastidae. Inga underarter finns listade i Catalogue of Life.